# Maitreyi (filosof)
Maitreyi, levde cirka 700 f.Kr., var en indisk hinduisk filosof som levde i Indien under sen vedisk tid. 
Hon nämns i Brihadaranyaka Upanishad som en av den vediska filosofen Yajnavalkyas två hustrur, men beskrivs i Mahabharata liksom Gṛhyasūtras som en ogift Advaita-filosof. I sanskritlitteratur är hon känd som en brahmavadini.